# Sinn Féin
Sinn Féin (iriska för "Vi själva") är ett demokratiskt socialistiskt och irländskt-republikanskt politiskt parti i Nordirland och Republiken Irland. Partiet har ofta förknippats med Provisoriska IRA.
Partiet är representerat i såväl Nordirlands parlament, bägge kamrarna i Republiken Irlands parlament, brittiska parlamentets underhus och Europaparlamentet som i lokala beslutande församlingar.

## Ideologi och politik
Partiet grundades 1905 och var från början ett moderat parti men radikaliserades under intryck från påskupproret 1916. Det kom därefter att leda motståndskampen mot Storbritannien fram till självständigheten 1921, men förlorade därefter i betydelse i takt med att de moderata krafterna lämnade partiet och bildade partiet Cumann na nGaedheal vilket sedan, efter att ha tappat väljare till det nya partiet Fianna Fáil,  ombildades till Fine Gael 1933. Från 1956 till 1973 var Sinn Féin förbjudet på Nordirland.
Sinn Féin kämpar för ett enat Irland, det vill säga att Nordirland ska bli en del av den självständiga Republiken Irland. För att bli medlem i partiet måste man bo på den irländska ön och vara över 16 år.
Sinn Féin är det största nationalistpartiet i Nordirland sedan valet 2001, då det övertog denna position från det traditionellt största nationalistiska och socialistiska partiet Social Democratic and Labour Party. I valet 2017 till Nordirlands decentraliserade lagstiftande församling Northern Ireland Assembly fick Sinn Féin 27 personer invalda. Parlamentet i Stormont var dock suspenderat under tre år, mellan januari 2017 och januari 2020. Sinn Féin har sju personer valda till det brittiska parlamentet, även om de inte utnyttjar sina platser då varje parlamentsledamot måste svära trohet till Storbritanniens monark vilket Sinn Féins ledamöter vägrar. I Europaparlamentet halverades partiets representation i valet 2019 och det har nu två ledamöter, en från Nordirland och en från Republiken Irland vilka tillhör Vänstergruppen. De har sedan valet 2016 utökat sin representation till 22 platser i Dáil Éireann (det irländska parlamentets underhus) och sex senatorer i Seanad Éireann (det irländska parlamentets överhus). 
Idag accepterar partiet att brittisk polis patrullerar katolska områden i Nordirland och man samarbetar även med polisen, vilket man inte gjort förut. Bland annat detta har lett till att de mindre nationalistpartierna på Irland ser Sinn Féin som förrädare och samarbetsmän.

### Politiska sakfrågor (urval)
Sinn Féin är kanske mest kända för att de kämpar för ett enat Irland, det vill säga att Nordirland ska bli en del av Republiken Irland. Vidare vill partiet
- införa en minister som har hand om barnfrågor,
- att Sellafield, britternas mellanlager för kärnavfall, ska stängas, då de anser att det förorenar irländskt vatten,
- införa kostnadsfria mammografiundersökningar,
- ha lika lön oavsett kön,
- stoppa massutvisningarna av flyktingar,
- att barn ska kunna läsa iriska som tillval i nordirländska skolor,
- ha en irländsk ekonomi med samma valuta- och skattesystem,
- ha en enad irländsk sjukvårdstjänst i hela Irland,
- införa en Europaminister,
- lägga mer pengar på handikappade,
- att iriska ska bli officiellt språk i Nordirland.

Partiet
- stödjer det baskiska folkets kamp för självbestämmande,
- är emot USA:s handelsembargo mot Kuba,
- är emot elitskolor,
- är emot Lissabonfördraget.

## Sinn Féin och IRA
Sinn Féin har stött den väpnade kampen mot Storbritannien som de anser vara en ockupationsmakt. Partiets ledare har vid ett flertal tillfällen gjort tydliga uttalanden i frågan, till exempel sade Danny Morrison vid partiets Ard Fheis partikongress 1981: ”Who here really believes we can win the war through the ballot box? But will anyone here object if, with a ballot paper in this hand and an ArmaLite in the other, we take power in Ireland?” (Vem här tror verkligen att vi kan vinna kriget genom valurnan? Men har någon här invändningar om vi, med valsedeln i ena handen och en ArmaLite i den andra, tar makten i Irland?)
Många medlemmar i Sinn Féin påstås dessutom ha haft ett förflutet i IRA, även om många nekar till det. Ett fåtal har erkänt att de är före detta IRA-män då de fått amnesti efter långfredagsavtalet, bland annat Martin McGuinness. Observera att Gerry Adams förnekar alla anklagelser om att han skulle vara ledare för Provisoriska IRA.
Många av partiets ledande personer har gått på kända IRA-anhängares begravningar vilket av vissa har setts som bevis för att partiet stödjer organisationen. Ett exempel är Gerry Adams som bar IRA-mannen Thomas Begleys likkista på begravningen efter att denne tillsammans med Sean Kelly den 23 oktober 1993 utfört ett bombdåd varvid bomben exploderat i förtid mitt på unionistiska Shankill Road och dödade nio personer samt Begley.
Martin McGuinness har haft kontakt med brittisk underrättelsetjänst och regeringen 1980. Sinn Féin säger att brittiska premiärministrar har haft förhandlingar med dem på hög diplomatisk nivå sedan 1970-talet.
2005 hävdade Irlands justitieminister Michael McDowell att McGuinness tillsammans med Gerry Adams och den irländske parlamentsledamoten Martin Ferris var medlemmar av IRA:s sjumannaledning. McGuinness förnekade detta och sade att han inte längre var medlem av IRA.
Brittiska underrättelsetjänsten MI5 är övertygad om att det finns en klar koppling mellan ledarskapet i Provisoriska IRA och Sinn Féin och har många gånger försökt infiltrera partiet och IRA för att bevisa detta. Det mest kända fallet är den 16 december 2005, då Gerry Adams på en presskonferens meddelade att man hade upptäckt en mullvad inom partiet: Denis Donaldson hade varit spion åt brittiska underrättelsetjänsten MI5. Han uteslöts från partiet. Donaldson var också med i Provisoriska IRA. Den 4 april 2006 mördades Donaldson med två hagelskott, ett i magen och ett i huvudet. IRA förnekade iblandning i dådet. Den 8 april begravdes han på Belfast City Cemetery. Han fick inte begravas på IRA:s begravningsplats på Milltown Cemetery.

Dessa kartor visar vilket parti som var populärast i de olika valkretsarna. Man kan se att Sinn Féins stöd har ökat mellan åren 1997 och 2010.

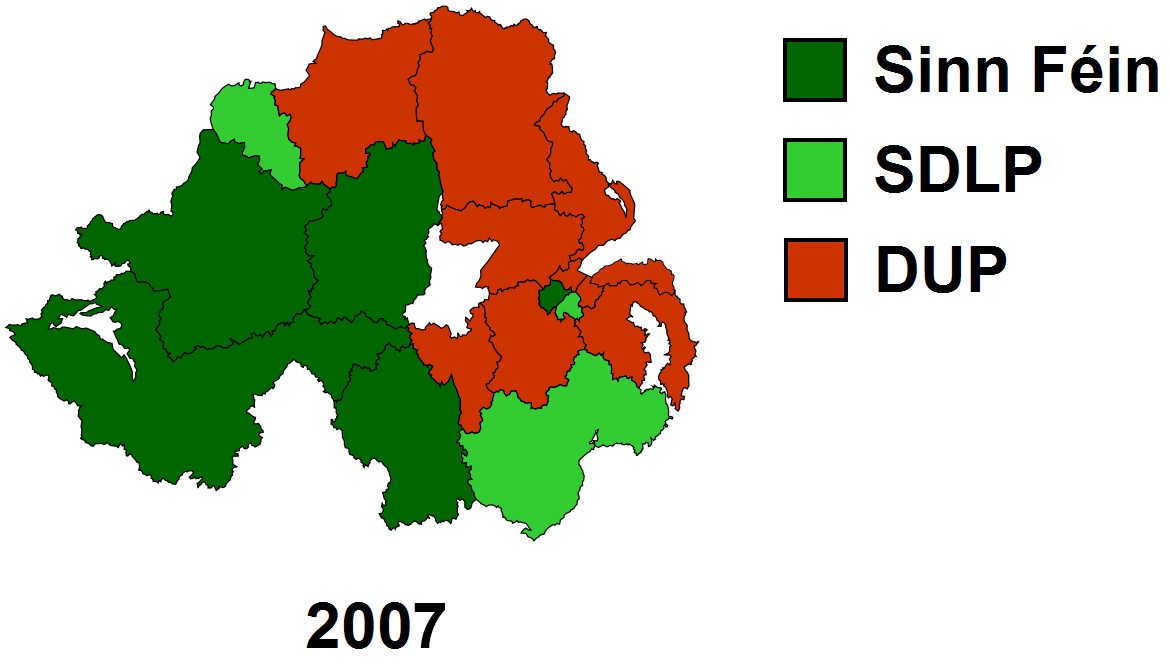
2007 har stödet ökat ytterligare och Sinn Féin är största parti i flera valkretsar. Partiet blev år 2009 största partiet i Europaparlamentet.

## Valresultat
Partiet var under en lång tid ett litet parti på vänsterkanten och hade svårt att få stöd. Detta ändrades dock på 1980-talet då Sinn Fein som IRA:s politiska gren, började få sympatiröster efter hungerstrejken 1981 och överraskade med att ta två platser i det irländska och fem platser i det nordirländska parlamentet. Bobby Sands, en av fångarna som deltog i hungerstrejken, blev till och med parlamentsledamot men dog under strejken. Partiets ledare Gerry Adams fick vid valet 1983 en plats i det brittiska parlament. Därefter har stödet ökat, och i dag är Sinn Féin det största nationalistiska partiet i Nordirland. 2020 i valet i Irland blev det också ett av de största partierna i Irland. Trots det förblir partiet troligtvis utan makt då de två andra stora partierna Fine Gael och Fianna Fail ej vill samarbeta med Sinn Fein.

## Partiets ledning
En generationsväxling skedde 2018 då Gerry Adams avgick och partiet fick en ny pertiledning
- Mary Lou McDonald – partiledare
- Michelle O'Neill – vice partiledare

### Partiledare genom tiderna
- Arthur Griffith (1905–1917)

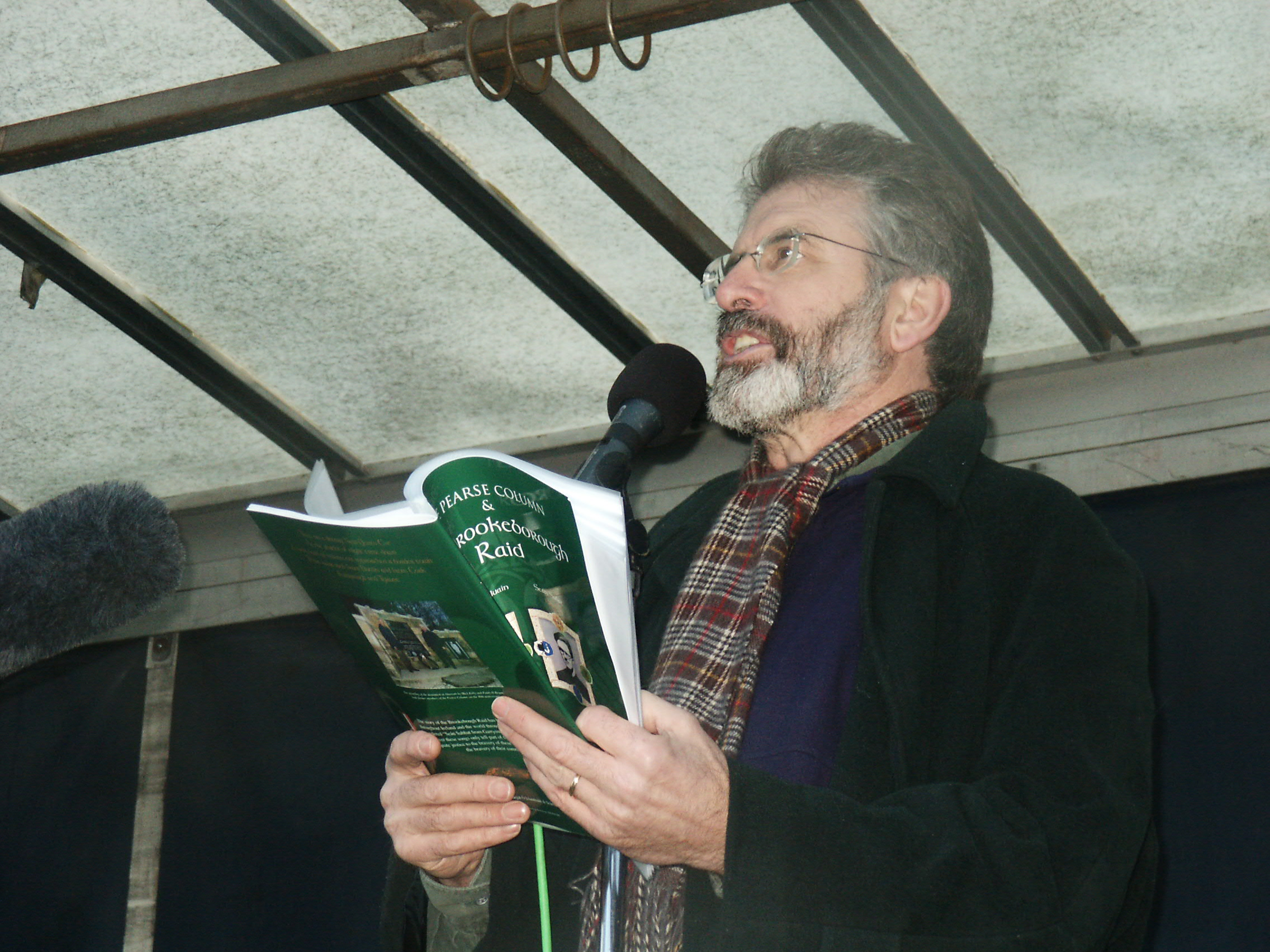
Gerry Adams, partiledare.

- Éamon de Valera (1917–1926), senare ledare för Fianna Fáil 1926–1959
- J. J. O'Kelly (1926–1931)
- Brian O'Higgins (1931–1933)
- Fr Michael O'Flanagan (1933–1935)
- Cathal Ó Marchadha (1935–1937)
- Margaret Buckley (1937–1950)
- Pádraig Mac Lógáin (1950–1962)
- Tomás Mac Giolla (1962–1970), senare ledare för Workers Party 1970–1988
- Ruairí Ó Brádaigh (1970–1983), senare ledare för Republican Sinn Féin från 1983
- Gerry Adams (1983–2018)
- Mary Lou McDonald (2018–)

## Representanter för partiet

### Ledamöter i Europaparlamentet
Sinn Féin har två Europaparlamentariker (senaste allmänna valet skedde 2019):
- Martina Anderson, Nordirlands valkrets
- Matt Carthy, Irlands mellersta och nordvästra valkrets

### Ledamöter i Storbritanniens parlament
Sinn Féin har sju ledamöter i underhuset (senaste allmänna valet skedde 2017):
- Paul Maskey, West Belfasts valkrets
- Francie Molloy, Mid Ulsters valkrets
- Michelle Gildernew, Fermanagh och södra Tyrones valkrets
- Mickey Brady, Newry och Armaghs valkrets
- Órfhlaith Begley, West Tyrones valkrets
- Chris Hazzard, South Downs valkrets
- Elisha McCallion, Foyles valkrets

Alla Sinn Féin-delegater vägrar att inta sina platser eftersom de vägrar att svära trohet till drottningen vilket krävs för att få sitta i parlamentet.

### Ledamöter iDáil Éireann(irländska parlamentets underhus)
Sinn Féin har 22 ledamöter (senaste valet skedde 2016):
- Gerry Adams, Louths valkrets
- John Brady, Wicklows valkrets
- Pat Buckley, Corks östra valkrets
- Seán Crowe, Dublins sydvästra valkrets
- David Cullinane, Waterfords valkrets
- Pearse Doherty,  Donegals valkrets
- Dessie Ellis, Dublins nordvästra valkrets
- Martin Ferris, Kerrys valkrets
- Kathleen Funchion, Carlow–Kilkennys valkrets
- Martin Kenny,  Sligo och Leitrims valkrets
- Mary Lou McDonald, Dublins centrala valkrets
- Denise Mitchell, Dublin Bay Norths valkrets
- Imelda Munster, Louths valkrets
- Jonathan O'Brien,  Corks norra centrala valkrets
- Eoin Ó Broin, Dublins mellanvästra valkrets
- Caoimhghín Ó Caoláin, Cavan-Monaghans valkrets
- Donnchadh Ó Laoghaire, Corks södra centrala valkrets
- Louise O'Reilly, Dublin Fingals valkrets
- Aengus Ó Snodaigh, Dublins södra centrala valkrets
- Maurice Quinlivan, Limerick stads valkrets
- Brian Stanley,  Laois valkrets
- Peadar Tóibín, Meaths västra valkrets

### Ledamöter iSeanad Éireann(irländska parlamentets senat)
Sinn Féin har sex senatorer (senaste valet skedde 2016):
- Rose Conway-Walsh

- Máire Devine

- Paul Gavan
- Pádraig Mac Lochlainn
- Niall Ó Donnghaile
- Fintan Warfield

### Ledamöter iNordirlands parlament
Sinn Féin har 27 ledamöter i Nordirlands parlament (senaste allmänna valet skedde 2017):
- Órlaithí Flynn, för Belfast West
- Alex Maskey, för Belfast West
- Catherine Kelly, för West Tyrone
- Caoimhe Archibald, förr East Londonderry
- Carál Ní Chuilín, för Belfast North
- Cathal Boylan, för Newry and Armagh
- Conor Murphy, för Newry and Armagh
- Declan Kearney, för South Antrim
- Declan McAleer, för West Tyrone
- Karen Mullan, för Foyle
- Emma Rogan, för South Down
- Emma Sheerin, för Mid Ulster
- Fra McCann, för Belfast West
- Gerry Kelly, för Belfast North
- Jemma Dolan, för Fermanagh ochSouth Tyrone
- John O'Dowd, för Upper Bann
- Linda Dillon, för Mid Ulster
- Máirtín Ó Muilleoir, för Belfast South
- Megan Fearon, för Newry and Armagh
- Maolíosa McHugh, för West Tyrone
- Colm Gildernew, för Fermanagh och South Tyrone
- Michelle O'Neill, för Mid Ulster
- Pat Sheehan, för Belfast West
- Philip McGuigan, för North Antrim
- Raymond McCartney, för Foyle
- Seán Lynch, för Fermanagh och South Tyrone
- Sinéad Ennis, för South Down